# Джонсон, Тесс
Тесс Джонсон (род. 19 июня 2000, Вейл, Колорадо) — американская фристайлистка, специализирующаяся в могуле, серебряный призёр чемпионата мира 2025 в параллельном могуле, бронзовый призёр чемпионата мира 2021 года. Участница зимних Олимпийских игр 2018 года.

## Биография
Тесс Джонсон родилась в Колорадо, в семье Ти Джея и Кэрол Джонсон. Тесс — внучка Уильяма Оскара Джонсона, журналиста, освещавшего Олимпийские игры и лыжные гонки для Sports Illustrated. Начала кататься на лыжах в возрасте двух лет. Играла в футбол за школу Вейл Маунтин, которая выиграла чемпионаты штата в 2015 и 2016 годах.
В 14 лет Джонсон стала самой молодой лыжницей-могулисткой, вошедшей в состав сборной США. В сезоне 2014/2015 годов пять раз попадала в топ-10 в туре NorAm. В 2016 году выиграла Гран-при в туре NorAm и серебряную медаль на чемпионате мира по лыжным видам спорта среди юниоров.
Джонсон была включена в олимпийскую сборную США для участия в зимних Олимпийских играх 2018 года в Пхёнчхане. На Олимпийских играх Джонсон выиграла второй квалификационный раунд в могуле, пробилась в первый финал, а затем и вышла во второй финал, где заняла итоговое 12-е место.
На чемпионате мира 2019 года в Парк-Сити, Тесс выиграла бронзовую медаль в парном могуле.
В 2025 году на чемпионате мира в Швейцарии в парном могуле стала серебряным призёром.